# چگونه اژدهای خود را تربیت کنیم (رمان)
چگونه اژدهای خود را تربیت کنیم یک مجموعه داستانی شامل ۱۲ جلد به قلم کرسیدا کوول نویسنده بریتانیایی است. در این مجموعه، داستان‌های یک قبیلهٔ وایکینگ و به ویژه زندگی هیکاپ شخصیت اصلی داستان برای تبدیل شدن به یک قهرمان را روایت می‌شود. اولین جلد ی کتاب در سال ۲۰۰۳ منتشر و تا قبل از انتشار آخرین شماره در سال ۲۰۱۵ بیش از ۷ میلیون نسخه از آن در سراسر دنیا به فروش رسید.
بر اساس این مجموعه چهار فیلم سینمایی و یک مجموعه تلویزیونی توسط دریم ورکز ساخته شده‌است.